# Konrad Kleinlein
Konrad Kleinlein (* 12. April 1900; † unbekannt) war ein deutscher Fußballspieler.

## Karriere
Kleinlein trat 14-jährig der Jugendabteilung des ortsansässigen Spitzenvereins SpVgg Fürth bei und rückte 21-jährig in die erste Mannschaft auf.
Von 1921 bis 1933 bestritt er in den vom Süddeutschen Fußball-Verband ausgetragenen Meisterschaften, in den ersten beiden Spielzeiten in der seinerzeit regional höchsten Spielklasse, der Kreisliga Nordbayern, von 1923 bis 1927 in der leistungsdichteren Bezirksliga Bayern, von 1927 bis 1933 in der Bezirksliga Nordbayern, 162 Punktspiele, in denen er als Mittelfeldspieler sieben Tore erzielte.
Am Ende seiner Premierensaison, in der die Kreisliga Nordbayern in zwei Abteilungen unterteilt war, ging er mit der SpVgg Fürth als Sieger aus der Abteilung II hervor und gewann auch das Kreisfinale, das in Hin- und Rückspiel ausgetragen, im Gesamtergebnis mit 5:4 gegen den 1. FC Nürnberg, dem Sieger der Abteilung I, gewonnen wurde. Das Bezirksfinale Bayern hingegen, wurde erst in einem notwendig gewordenen dritten Spiel, das 0:1 endete, gegen den FC Wacker München, dem Kreismeister Südbayern, verloren.
Im Verlauf seiner Vereinszugehörigkeit gewann er mit seiner Mannschaft noch viermal die Nordbayerische und einmal die Bayerische Meisterschaft sowie zweimal die Süddeutsche Meisterschaft. Aufgrund der regionalen Erfolge nahm er mit seiner Mannschaft an fünf Endrunden um die Deutsche Meisterschaft teil, in denen er insgesamt elfmal eingesetzt wurde und ein Tor erzielte. Sein Debüt gab er am 13. Mai 1923 beim 4:0-Viertelfinal-Sieg über die Vereinigten Breslauer Sportfreunde. In der Saison 1925/26 gelang ihm am 6. Juni 1926 beim 3:1-Halbfinal-Sieg über Holstein Kiel mit dem Treffer zum 3:0 in der 65. Minute sein einziges Tor, nachdem er zuvor auch schon das Achtel- und Viertelfinale bestritten hatte. Beim Saison-Höhepunkt wirkte er ebenfalls mit, dem Finale, das am 13. Juni 1926 im Frankfurter Waldstadion vor 40.000 Zuschauern mit 4:1 gegen Hertha BSC gewonnen wurde.
Beim neuerlichen Erfolg am 28. Juli 1929 gehörte er nicht zur Endspielmannschaft, betritt jedoch einzig das am 16. Juni mit 5:1 gewonnene Achtelfinale gegen Fortuna Düsseldorf. Sein letztes Endrundenspiel bestritt er am 1. Juni 1930 bei der 4:5-Niederlage nach Verlängerung im Viertelfinale gegen den Dresdner SC. Ferner gewann er dreimal den Süddeutschen Pokal. International spielte er mit der SpVgg Fürth im Wettbewerb um die Coupe des Nations 1930, in der er mit seiner Mannschaft – nach dem 4:3-Sieg n. V. über den französischen Pokalsieger FC Sète am 29. Juni – das Viertelfinale erreichte. In diesem war er mit seiner Mannschaft dem First Vienna FC mit 1:7 deutlich unterlegen.
Seine letzte Saison spielte er in der Gauliga Bayern, in einer von zunächst 16, später auf 23 aufgestockten Gauligen zur Zeit des Nationalsozialismus als einheitlich höchste Spielklasse im Deutschen Reich, die er mit seiner Mannschaft als Sechstplatzierter abschloss.

## Erfolge
- Deutscher Meister 1926, 1929
- Süddeutscher Meister 1923, 1931
- Bayerischer Meister 1923
- Nordbayerischer Meister 1922, 1923, 1928, 1930, 1931
- Süddeutscher Pokal-Sieger 1923, 1925, 1926